# Pteronotus quadridens
Pteronotus quadridens é uma espécie de morcego da família Mormoopidae. Pode ser encontrada em Cuba, Jamaica, Hispaniola, Porto Rico, e foi extinta nas Bahamas.